# 大胆素敵
『大胆素敵』（だいたんすてき）は、TBS系列で1984年11月7日から11月21日に「恋はミステリー劇場」枠で放送された日本のテレビドラマ。主演は田村正和。全3話。

## キャスト
- 立花治彦：田村正和
- 里子：篠ひろ子
- 安代：浅田美代子
- ：萬田久子
- ケイ：美保純
- 北川の元妻：鰐淵晴子
- 北川：原田芳雄

## スタッフ
- 脚本：松原敏春
- 演出：渕弘誠、近藤邦勝

## サブタイトル
- 第2回「夢みる頃を過ぎても」